# Списък на депутатите в III обикновено народно събрание
Първата сесия на III ОНС започва с 46 депутати. В нея няма представители на Софийски окръг.
Втората сесия започва с 55 депутати. Избрани са представителите на Софийски окръг и още двама от Варненски окръг.
Русенски окръг:
1. Георги Геров,
2. Шефин Бей (или Тефик бей),
3. Нури Х. Салиев,
4. Афуз Билял (заменен от Димитър Селвели във II сесия).

Силистренски окръг:
1. Осман Бей,
2. Идризъ Оглу Ахмед.

Свищовски окръг:
1. Димитър Г. Анев,
2. Филип Маринов.

Разградски окръг:
1. Министър Вълкович (заменен от Мах. Ефенди Ахмедов във Втората сесия),
2. Иваница Симеонов,
3. Х. Неджиб бей.

Видински окръг:
1. Марко Велов,
2. Велко Джонов,
3. Хаджи Ангел Флоров[4].

Шуменски окръг:
1. Митрополит Симеон,
2. Кесим 3аде Мехмед,
3. Хюсеин Хаджи Ахмедов,
4. 3аде Есад Ефенди.

Ломски окръг:
1. Илия Щръбанов,
2. Йордан Шишков,
3. Камен Симеонов.

Търновски окръг:
1. Илия Бобчев,
2. Димитър Буров,
3. Георги Бошнаков,
4. Д-р Минчо Цачев,
5. Стефан Х. Добрев.

Кюстендилски окръг:
1. Ал. Караманов (заменен от Теодор Иванов във Втората сесия),
2. Величко Х. Ангелов,
3. Тричко Батановски,
4. Димитър Станков.

Врачански окръг:
1. Министър Начевич,
2. Костаки Анков,
3. Вандо Бобошевски,
4. Атанас Минчев.

Варненски окръг:
1. Тестеджели Мустафа,
2. Лазар Дуков,
3. Кръстю Мирски,
4. Начевич,
5. Ибрахим Ибиш.

Севлиевски окръг:
1. Димитър Греков,
2. Христо Манафов,
3. Николай Шивачев.

Плевенски окръг:
1. Генерал Соболев,
2. П. Мецов,
3. Васил Шишков,
4. Молла Юсуф.

### Депутати включени във втората сесия на III обикновено народно събрание:
Софийски окръг:
1. Драган Цанков,
2. Х. Мано Стоянов,
3. Никола Сукнаров,
4. Марко Балабанов,
5. Д-р Константин Помянов,
6. Д-р Яков Геров,
7. Илия Вълчев.

Варненски окръг (допълнително избрани):
1. Добри Списаревски,
2. Варненски мюфтия.